# Leopoldo Fregoli
Leopoldo Fregoli (Roma, 2 luglio 1867 – Viareggio, 26 novembre 1936) è stato un trasformista, attore, regista e sceneggiatore italiano.
È ricordato per la sua abilità nel trasformismo scenico che gli consentiva di cambiare in pochi secondi la caratterizzazione del personaggio che andava a interpretare. È considerato l'inventore del trasformismo teatrale ed il trasformista per antonomasia.

## Biografia

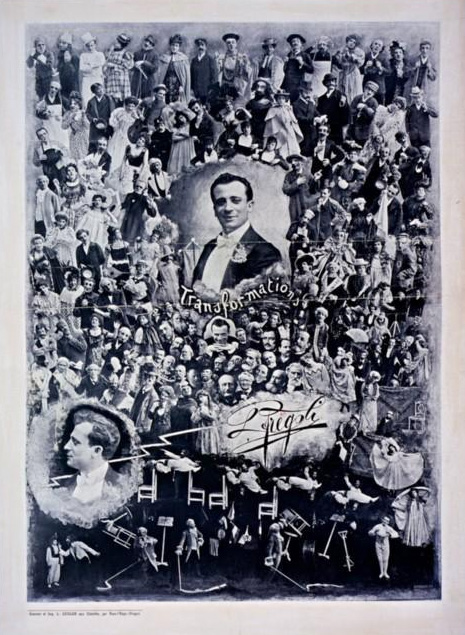
Locandina di Fregoli del 1900

Figlio di una famiglia di modeste ma dignitose condizioni (il padre, Giovanni, era maggiordomo del Conte Luigi Pianciani, primo sindaco di Roma), orfano della madre Maria Mancinelli dall'età di cinque anni, fin dall'adolescenza, Fregoli, pur cambiando molti lavori, iniziò a frequentare alcune compagnie teatrali e fece diverse esibizioni come comico, illusionista e anche cantante.
Durante il servizio militare, svolto in parte a Massaua (Eritrea), diede vita ad alcuni spettacoli, esibendosi con numeri di magia e monologhi teatrali. Per via dello scarsissimo numero di attori fu costretto a coprire da solo diversi ruoli, con molti cambi d'abito e di carattere. Nacque così il genere di spettacolo su cui costruì la sua carriera artistica: il trasformismo.
Negli ultimi mesi del 1890 tornò a Roma ricominciando dalla gavetta nei locali romani. Notato da un influente impresario teatrale debuttò ufficialmente nel marzo 1891 presso il Cafè-chantant "Esedra".
Nel 1892 fondò una compagnia teatrale (Compagnia di Varietà Internazionale) con la quale, nel giro di un biennio, fece spettacoli in tutta Italia sfruttando le sue doti di trasformista e l'abilità di cambiare voce, abiti e modo di muoversi con frenetica velocità. Nel 1893 si sposò con Velia, una ragazza conosciuta un anno prima a Livorno durante una sua tournée.
Nel 1894 debuttò all'estero presso il teatro Principal di Barcellona, dando poi vita ad una tournée spagnola che toccò le città di Madrid, Siviglia, Cordova, Valencia e Xeres.
Tra il giugno 1895 e il febbraio 1896 fece una tournée in America Latina esibendosi in Argentina, Brasile e Uruguay, poi nel maggio del 1896 debutta negli Stati Uniti dove rimarrà in tournée per 6 mesi.
Nel marzo 1897 Fregoli si trasferì a Londra, andando in scena al teatro "Alhambra". Nello stesso anno tornò in sudamerica per poi riprendere la via dell'Europa a settembre. Verso la fine del 1897, durante un suo spettacolo al teatro "Des Cèlestins" di Lione, Fregoli conobbe i fratelli Lumière, dai quali ereditò subito la passione per il neonato cinematografo. Dopo aver acquistato un apparecchio di proiezione realizza dei corti che propone durante i suoi spettacoli per molti anni, divenendo tra i primi a portare in teatro la nuova invenzione, che lui ribattezzò Fregoligraph. Fino al 1905 interpretò e diresse molte pellicole.
Nel settembre 1898 si trasferì ad Asti dove fece costruire dall'Impresa Luigi Scialuga una villa alla quale dette il nome della moglie Velia. Nel dicembre del 1898 tornò a fare tappa nella sua città, Roma, esibendosi in uno dei più bei teatri della capitale: Il "Valle". La sera del debutto il teatro era gremito in ogni ordine di posti e, tra il pubblico, sedevano importanti personalità del mondo letterario, teatrale ed istituzionale. Tra questi spiccava Eleonora Duse, che espresse il desiderio di conoscere personalmente Fregoli, che dopo lo spettacolo la raggiunse per riceverne gli elogi.
(Leopoldo Fregoli, Fregoli raccontato da Fregoli, Rizzoli, 1936)

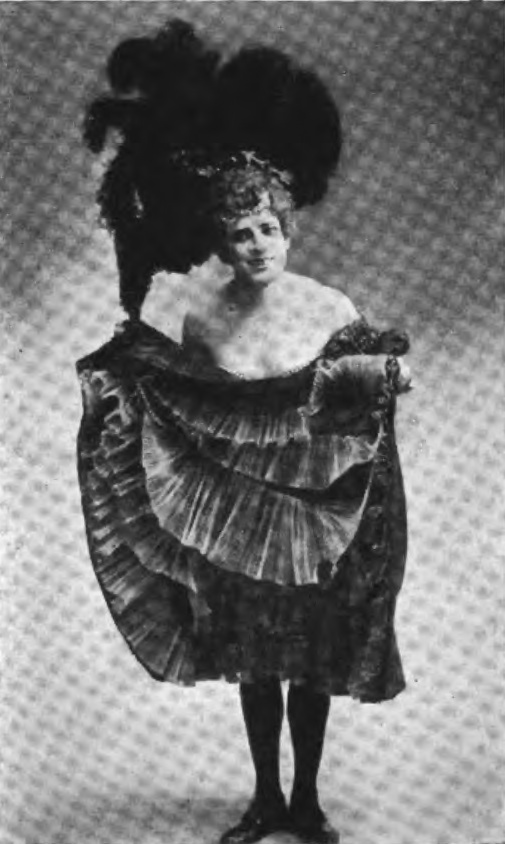
Fregoli mentre interpreta un ruolo femminile

Nei primi anni del 1900 intraprese spettacoli e tournée in tutta Italia e all'estero, raggiungendo l'apice della sua carriera e della sua fama internazionale. In quegli anni furono numerose le sue tournée italiane, che toccarono i più prestigiosi teatri dell'epoca ed ebbero sempre un enorme successo. Si esibì inoltre in alcuni importanti teatri in varie città del mondo, tra le quali: Marsiglia, Bruxelles, Lisbona, Londra, San Pietroburgo, New York, Città del Messico, Barcellona, Berlino, Vienna, Rio de Janeiro, Madrid, Tunisi, Il Cairo, Buenos Aires, Tripoli, Parigi, Algeri e Montevideo.
Nel 1906 incise un disco 78 giri presso la neonata "Società Italiana di Fonotipia" di Milano per la relativa collana "serie dei grandi cantanti comici italiani". Il 16 giugno 1909, sull'onda del suo incredibile successo mondiale, venne invitato ad esibirsi nella sala pia del Vaticano. Venne poi ricevuto in udienza dal pontefice Pio X. Nel dicembre 1911 si separò dal suo storico impresario Giuseppe Paradossi, passando l'incarico al suo amico d'infanzia Virgilio Crescenzi. La gestione Crescenzi si rivelò disastrosa, tanto che questi improvvisamente scappò, lasciando un deficit finanziario di 500.000 lire, cifra enorme per l'epoca.
Nel 1913, dopo soli due anni dall'addio a Paradossi, Fregoli era sul lastrico. Dopo lo sconforto iniziale sfruttò il suo talento artistico per uscire da quella situazione; organizzò subito una nuova tournée in Spagna, anche in città dove non si era mai esibito. Si esibì a Trieste presso il teatro "Politeama Rossetti", a Roma al teatro "Costanzi" e al "Politeama" di Napoli. Vendette inoltre Villa Velia, la sua casa di Asti dove abitava dal 1898. In breve tempo riuscì a risollevarsi (ma mai del tutto, a causa del periodo bellico) e riprese a pieno regime le sue tournée internazionali, tra le quali toccò per la prima volta anche Cuba.
Nel maggio 1915 intraprese una nuova tournée sudamericana che durò all'incirca un anno. Nel 1916 si esibì a Parigi nei teatri "Bernhardt" e "Belleville". Tra il 1918 e il 1919 Fregoli accarezzò più volte l'idea di ritirarsi dalle scene, fermando per diversi mesi le sue attività artistiche. Ritornerà invece in scena nel marzo 1919 con una serie di esibizioni a Napoli presso il teatro "Politeama Giacosa". Tra il 1920 e il 1924 si esibì in diverse tournée italiane ed europee, per poi tornare in sudamerica nel 1925.
Nel febbraio del 1925, in Brasile, Fregoli mise in scena l'ultimo spettacolo della sua vita e nell'aprile dello stesso anno annunciò il suo ritiro dalle scene. In breve tempo vendette tutto il suo materiale scenico e si ritirò a vita privata nel buen retiro di Viareggio, dove morì il 26 novembre 1936, all'età di 69 anni.
Venne in un primo momento sepolto a Viareggio, ma per volontà familiari nel 1938 le spoglie vennero trasferite a Roma nel cimitero del Verano. L'epitaffio «QVI / LEOPOLDO FREGOLI / COMPÌ / LA SVA VLTIMA TRASFORMAZIONE» fu ideato da Fregoli quando aveva trentotto anni.

## Teatro

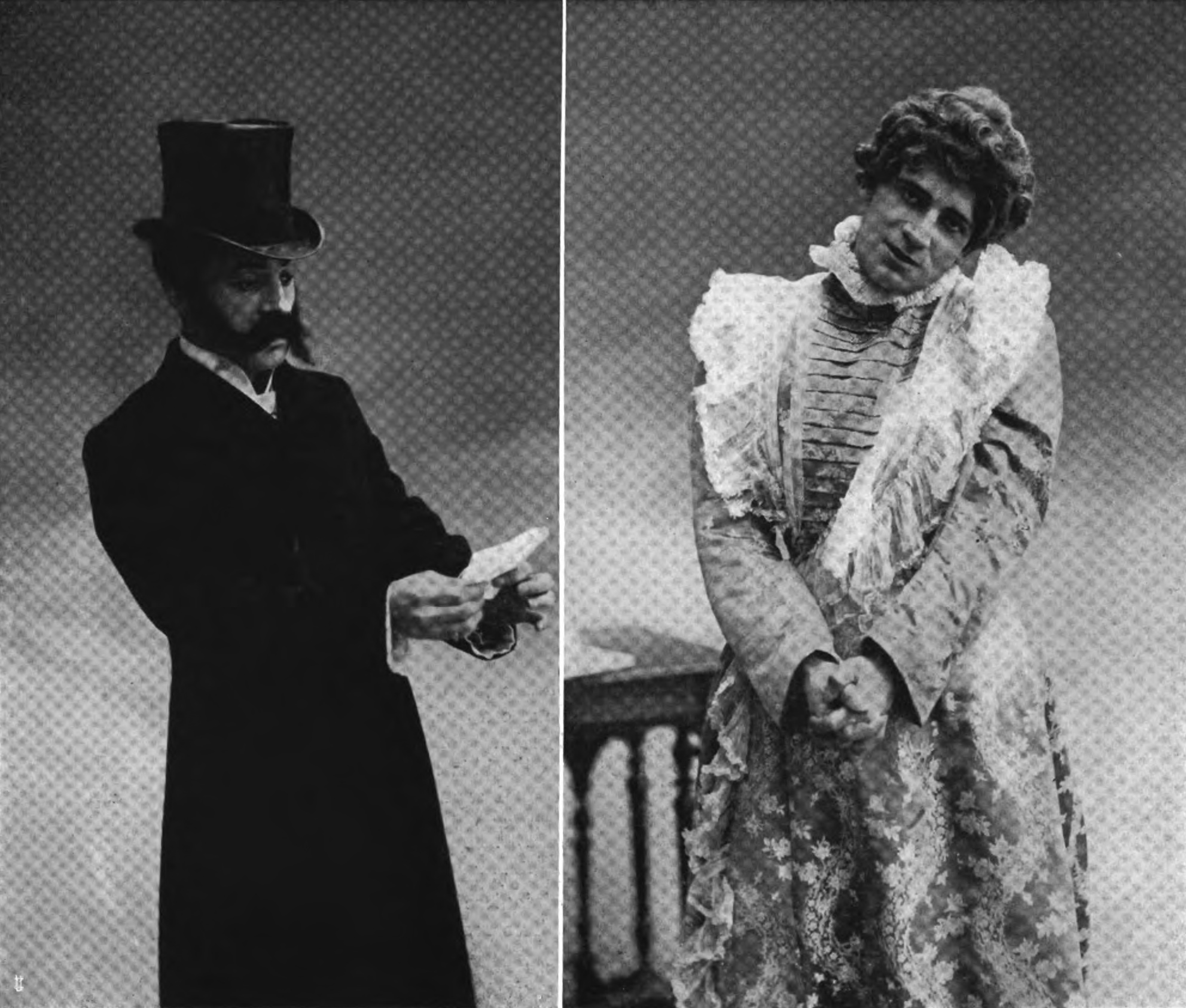
Fregoli in Camaleonte

Elenco dei numeri teatrali a partire dalle rappresentazioni quando era militare in Africa.
- Camaleonte (1889)
- Le educande di Sorrento (1889)
- Pipelet (1891)
- Mimì (1891)
- Maestri d'operetta (1891)
- Debutto della principessa Pignatelli (1892)
- Pozzo fa 'u prevete? (1892)
- Esperimenti di negromanzia e illusionismo moderno (1892)
- Arrivo del professor Sambajon (1892)
- Gran via (1892)
- Do-Re-Mi-Fa (1893)
- Eden-concerto (1894)
- El mi ladron (1895)
- Dorotea (1895)
- Eldorado (1895)
- Histoire d'un Pierrot (1897)
- L'ape (1897)
- Relampago o Il cameriere lampo (1898)
- Le nozze di Pierrot (1899)
- Una notte d'amore (1900)
- La ragnatela (1900)
- L'onestà (1902)
- Faustino (1904)
- Fregolineide (1905)
- Le théatre à l'envers (1910)
- Salamina (1912)

## Filmografia
- Fregoli the Protean Artiste di Robert William Paul (1898)[20]
- L'Homme-Protèe di Georges Méliès (1899), perduto[21]

### Fratelli Lumière
Sono noti quattro film interpretati da Fregoli e realizzati dai fratelli Lumière.
- Partie de cartes (1897)[22]
- Danse serpentine [I] (1897)[23][24]
- Après le lancement: sortie des invités et du public (1899)[25]
- La poupée - acte I. Choeur des prêtres e La poupée - acte III. La poupée (1897-1901)[26][27]

### Serie Fregoli

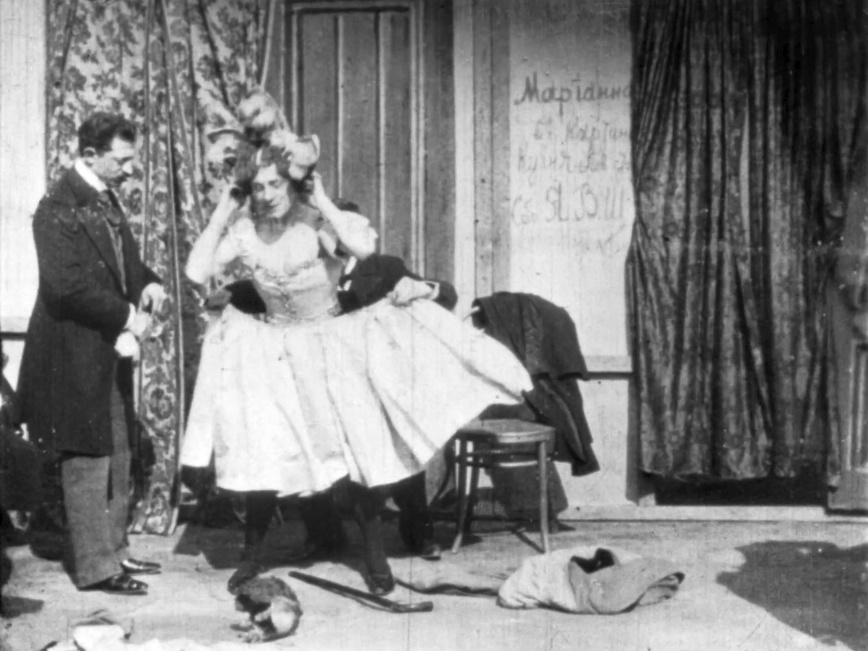
Immagine da Segreto per vestirsi (con aiuto)

La serie fregoli è un insieme di 28 brevi spezzoni, solo in parte attribuibili a Fregoli e che furono realizzati negli ultimi anni dell'Ottocento (1897-1899); la numerazione presentata è quella adottata dalla Cineteca Nazionale.
1. Fregoli retroscena o Fregoli donna
3. Fregoli in palcoscenico o Fregoli barbiere maldestro
6. Burla al marito
10, 11 e 23. Fregoli al restaurant
13. Pere cotte
14. Fregoli barbiere mago
15. La serenata di Fregoli o Fregoli in campagna
16. Fregoli maestro di musica
18. Fregoli trasformista
19 e 20. Fregoli soldato
21. Burla al marito 2
24. Fregoli e signora al ristorante
25. Segreto per vestirsi (con aiuto) o Fregoli dietro le quinte 1
26. Fregoli retroscena 2
27 e 28. Fregoli giochi di prestigio

## Opere
- Fregoli raccontato da Fregoli. Le memorie del mago del trasformismo, Milano, Rizzoli, 1936.

Una prima autobiografia Memorie della mia vita fu pubblicata a puntate sulla rivista Scenario tra il 1934 e il 1935.

## Citazioni e riferimenti

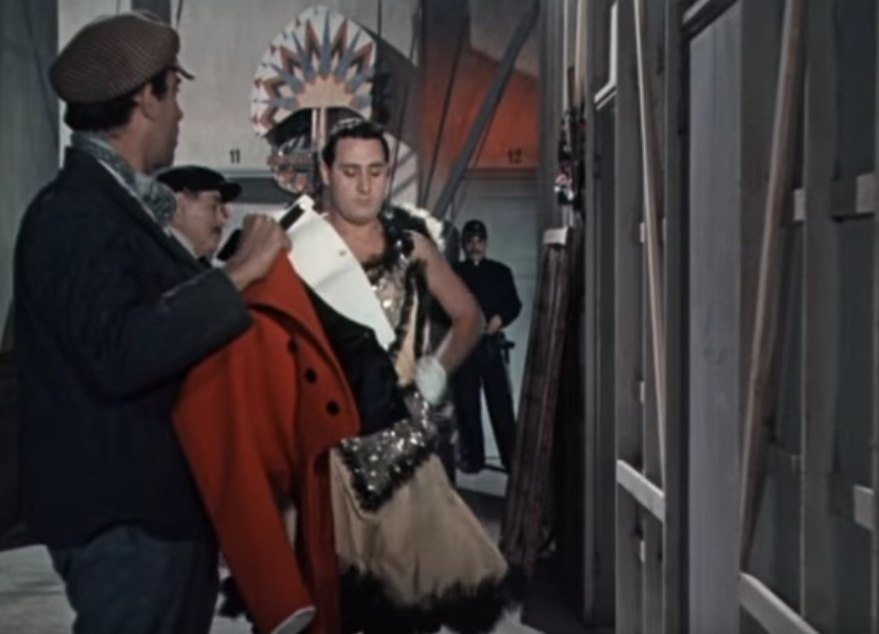
Alberto Sordi in Gran varietà

- Nel film Gran Varietà (1954) Alberto Sordi interpretò il trasformista Premoli nell'episodio Fregoli.[45]
- Il nome del trasformista compare in Zio Paperone e il fotofregoli, storia pubblicata su Topolino del 27 maggio 1973.[46]
- Nello sceneggiato televisivo Fregoli (1981), diretto da Paolo Cavara, il trasformista era interpretato da Gigi Proietti.
- Nel 1994 la Compagnia della Rancia portò in scena il musical Fregoli con Arturo Brachetti.[47]
- Ne La ricerca del tempo perduto, Marcel Proust lo cita nella sezione Il tempo ritrovato a proposito del mutamento dell'aspetto fisico degli uomini dovuto all'ingravescenza dell'età: facevan pensare a quella di prodigiosi trasformisti, di cui Fregoli resta il prototipo (cit.)

Il sostantivo Fregoli è utilizzato per indicare chi «cambia rapidamente opinione a seconda delle circostanze, trasformista»; con fregolismo si indica il trasformismo teatrale, ma anche il trasformismo politico.
La sindrome di Fregoli (indicata anch'essa come fregolismo) è un disturbo mentale caratterizzato dall'identificazione di persone estranee come persone note che abbiano alterato la propria fisionomia.